# Alopi
Alopi is een inheems dorp waar vooral inheemse Surinamers van het Trio-volk. Het ligt in het ressort Tapanahony in het zuiden van het Surinaamse district Sipaliwini. 
Alopi lig tussen Peleloe Tepoe en de rivier Blakawatra (stroomopwaarts) en Paloemeu (stroomafwaarts) aan de Tapanahonyrivier. 
Affivisiti · Agaigoni · Ajokojokondre · Akani Pata · Aloepi 1 & 2 · Alopi · Antino · Antonio do Brinco · Apetina · Benanoe · Benzdorp · Clementi · Cottica · Draai · Drietabbetje · Gakaba · Godo-olo · Godoro · Granbori · Herminadorp · Intelewa · Kampoe · Kawemhakan · Koemakapan · Kontina · Lensidede · Maboga · Maisa Kampu · Manlobi · Moitaki · Monpoesoe · Nikie · Paloemeu · Peleloe Tepoe · Peruano · Poeketi · Poeloegoedoe · Ronaldo · Sajé · Tjon Tjon · Tutu Kampu · Wanfinga · Wehejok